# Irina Rodnina

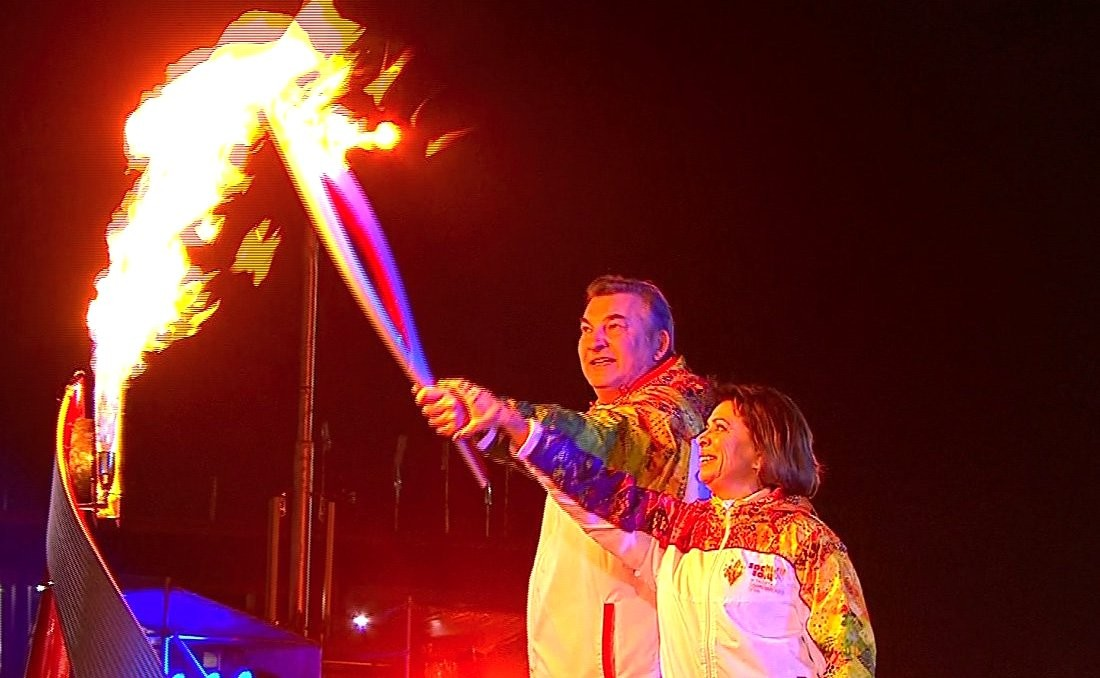
Irina Rodnina et Vladislav Tretiak allument la vasque olympique lors de la Cérémonie d'ouverture des Jeux olympiques d'hiver de 2014.

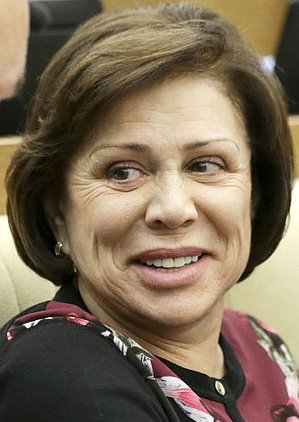
Irina Rodnina (2018)

Irina Konstantinova Rodnina (en russe : Ирина Константиновна Роднина), née le 12 septembre 1949 à Moscou, est une patineuse artistique par couple et entraîneuse de l'ex-Union soviétique.

## Biographie

### Carrière sportive
Avant l'âge de six ans, Irina Rodnina souffre d'une pneumonie à onze reprises. En 1954, ses parents l'amènent pour la première fois sur une patinoire, dans le parc Pryamikov à Moscou. À partir de treize ans, elle est formée dans une école du sport pour enfants.
Elle est actuellement la patineuse la plus titrée des trois plus grandes compétitions internationales de la compétition par couple. Elle est onze fois championne d'Europe, dix fois championne du monde et trois fois championne olympique (1972, 1976, 1980).
Pour obtenir tous ces titres, elle a patiné avec deux partenaires différents : Alexeï Oulanov (jusqu'en 1972), puis Aleksandr Zaïtsev (de 1972 à 1980) qu'elle épouse en avril 1975. Ils sont totalement absents pendant la saison 1978/1979 car Irina donne naissance à son fils Alexander.
Ses entraîneurs ont été Stanislav Jouk jusqu'en 1976, puis Tatiana Tarasova.
Lors des championnats du monde de 1973 à Bratislava, Irina Rodnina et son partenaire Aleksandr Zaitsev voient la musique s'arrêter pendant leur programme. Connus pour leur concentration intense, ils terminent leur programme sans la musique. Ce qui leur vaudra une ovation debout du public et une nouvelle médaille d'or.
Irina Rodnina arrête sa carrière amateur après son troisième titre de championne olympique lors des jeux d'hiver de 1980 à Lake Placid.

### Reconversion
Irina Rodnina entraîne ensuite de nombreux patineurs de l'élite soviétique, enseigne à l'Université de Moscou et entraîne aux États-Unis (elle s'est notamment occupé du couple tchèque Radka Kovaříková et René Novotny, qui a obtenu le titre mondial en 1995).
Irina Rodnina entame les années suivantes une carrière politique en devenant membre du parti de Vladimir Poutine, Russie unie, à la Douma.
En 2014, elle allume, en compagnie de Vladislav Tretiak, la flamme des Jeux olympiques d'hiver de Sotchi. Ce choix provoque une polémique - l'ancienne patineuse ayant « retweeté », quelques mois plus tôt, un photo-montage jugé raciste représentant le couple Obama,,.

## Palmarès
Avec deux partenaires différents :
- Alexeï Oulanov (1968-1972)
- Aleksandr Zaïtsev (1972-1980)

| Compétitions principales        | 1968    | 1969    | 1970    | 1971    | 1972    |  | 1973    | 1974    | 1975    | 1976    | 1977    | 1978    | 1979    | 1980    |
| Jeux olympiques d'hiver         |         |         |         |         | 1re     |  |         |         |         | 1re     |         |         |         | 1re     |
| Championnats du monde           |         | 1re     | 1re     | 1re     | 1re     |  | 1re     | 1re     | 1re     | 1re     | 1re     | 1re     |         |         |
| Championnats d’Europe           | 5e      | 1re     | 1re     | 1re     | 1re     |  | 1re     | 1re     | 1re     | 1re     | 1re     | 1re     |         | 1re     |
| Championnats d'Union soviétique | 3e      | 3e      | 1re     | 1re     | F       |  | 1re     | 1re     | 1re     | F       | 1re     | F       | F       | F       |
|                                 |         |         |         |         |         |  |         |         |         |         |         |         |         |         |
| Autre Compétition               | 1967/68 | 1968/69 | 1969/70 | 1970/71 | 1971/72 |  | 1972/73 | 1973/74 | 1974/75 | 1975/76 | 1976/77 | 1977/78 | 1978/79 | 1979/80 |
| Moscou Skate                    | 1re     | 2e      | 1re     | F       |         |  |         |         |         |         | F       |         |         |         |
| Légende : F = Forfait           |         |         |         |         |         |  |         |         |         |         |         |         |         |         |

## Carrière politique

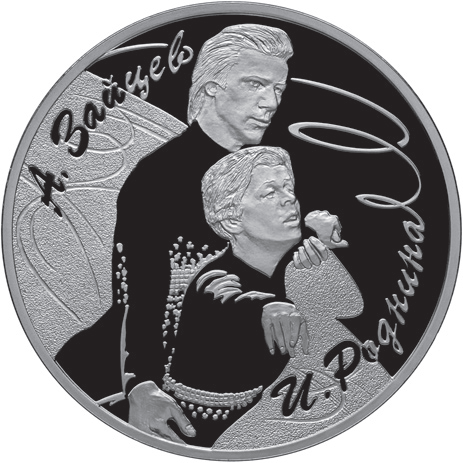
Coin Bank of Russia - Série : Athlètes d'exception de Russie (patineurs artistiques) : Rodnina I.K.-Zaitsev A.G. 3 roubles, revers.

Irina Rodnina échoue à se faire élire lors des élections législatives russes de 2003.
Depuis 2007, elle siège à la Douma (chambre basse du parlement russe) comme élue du parti pro-gouvernemental Russie unie.
Le 19 juillet 2018, elle vote en faveur du très impopulaire projet de réforme des retraites (ru) qui prévoit  de repousser l'âge légal de départ à la retraite (inchangé depuis 1932) de 8 ans pour les femmes (63 contre 55) et de 5 ans pour les hommes (65 contre 60),.
Le 15 février 2022, Irina Rodnina fait partie des 351 députés de la Douma à voter en faveur de la résolution n°58243-8 demandant au président Vladimir Poutine de reconnaître diplomatiquement les républiques populaires de Donetsk et de Lougansk. À ce titre, elle est sanctionnée par l'Union européenne le 23 février 2022 (soit le surlendemain de l'acceptation de la demande de la Douma). Depuis cette date, elle ne peut plus voyager dans l'UE, en recevoir de l'argent et ses avoirs potentiels y sont gelés.

## Distinctions
- Au temps de l'Union soviétique, elle a reçu l'Ordre du Drapeau rouge du Travail (en 1972) et l'Ordre de Lénine (en 1976)
- En 1989, elle a été intronisée au Temple mondial de la renommée du patinage artistique (World Figure Skating Hall of Fame).
- Elle a également reçu la plus haute distinction de l'International Skating Union : le Prix Jacques-Favart.

## Documentaires
Deux documentaires ont été réalisés par Oksana Pouchkina sur Irina Rodnina  Le retour d’Irina Rodnina («Возвращение Ирины Родниной») (1997), et Irina Rodnina. Une femme de caractère («Ирина Роднина. Женщина с характером») (2014).